# 新乐街道 (沈阳市)
新乐街道，是中华人民共和国辽宁省沈阳市皇姑区下辖的一个乡镇级行政单位。

## 行政区划
新乐街道下辖以下地区：
航院社区、新乐社区、友谊社区、辽大社区、泰山社区、北陵社区、泰南社区、泰北社区、新南社区、辽大北社区和公艺社区。